# Маюдзуми, Тосиро
Тосиро Маюдзуми (яп. 黛敏郎, 20 февраля 1929, Иокогама — 10 апреля 1997, Кавасаки) — японский композитор.

## Биография
Учился в Токийском национальном художественном университете (1945—1951), затем в Парижской консерватории (1952). Вернувшись в Японию, основал экспериментальную группу Трое, экспериментировал с конкретной музыкой. Одним из первых в Японии обратился к электронной музыке.
Сын — кинорежиссёр Ринтаро Маюдзуми (р.1953).

## Творчество
В начале пути испытал влияние Э.Вареза. С 1957 вернулся к национальным традициям, философии буддизма (симфонии Нирвана, 1958; Мандала, 1960). Активно работал в кино как с японскими (Кэндзи Мидзогути, Кон Итикава, Ясудзиро Одзу, Сёхэй Имамура), так и с американскими режиссёрами (Джон Хьюстон), написал музыку более чем к 100 фильмам. Также работал в театре, сотрудничал с Юкио Мисимой.

## Избранные сочинения

### Оперы
- Kinkakuji/ Золотой храм (1976, по роману Юкио Мисимы)
- Kojiki/ День богов (1996)

### Балет
- Kabuki (1986)

### Оркестровые сочинения
- Rumba Rhapsody (1948)
- Symphonic Mood (1950)
- Bacchanale (1954)
- Ektoplasm (1954)
- Tonepleromas '55 (1955)
- Nirvana Symphony для мужского хора и оркестра (1958)
- Mandala Symphony (1960)
- Music with Sculpture (1961)
- Bugaku (1962)
- Textures для духового оркестра (1962)
- Samsara, симфоническая поэма (1962)
- Essay in Sonorities (Mozartiana) (1963)
- Essay для струнного оркестра (1963)
- Fireworks (1963)
- Ongaku no tanjō/ Рождение музыки (1964)
- Концерт для ударных и духового оркестра (1965)
- Маленький концерт для ксилофона и оркестра (1965)
- Shu/ Чары (1967)
- Tateyama (1974)
- Mukyūdō/ Вечное движение (1989)

### Инструментальные и ансамблевые сочинения
- Соната для скрипки и фортепиано (1946)
- 12 прелюдий для фортепиано (1946)
- Hors d'œuvre для фортепиано (1947)
- Дивертисмент для 10 инструментов (1948)
- Струнный квартет (1952)
- Секстет для флейты, кларнета, бас-кларнета, валторны, трубы и фортепиано (1955)
- Tone Pleromas 55 для 5 саксофонов, музыкальной пилы и фортепиано (1955)
- Pieces для подготовленного фортепиано и струнного квартета (1957)
- Mikrokosmos для синтезатора, гитары, музыкальной пилы, вибрафона, ксилофона, ударных и фортепиано (1957)
- Bunraku для виолончели (1960)
- Прелюдия для струнного квартета (1961)
- Metamusic для саксофона, скрипки и фортепиано (1961)
- Shōwa ten-pyō raku для ансамбля гагаку (1970)
- Rokudan для арфы (1989)

### Электронная музыка
- Boxing (1954)
- X, Y, Z (1955)
- Music for Sine Wave by Proportion of Prime Number (1955)
- Music for Modulated Wave by Proportion of Prime Number (1955)
- Invention for Square Wave and Saw-tooth Wave (1955)
- Variations on Numerical Principle of 7 (1956)
- Aoi no ue (1957)
- Campanology для мульти-фортепиано (1959)
- Olympic Campanology (1964)
- Mandala для голоса и электроники (1969)

### Киномузыка
- Господин Пу (1953, Кон Итикава, композитор сыграл также заглавную роль в фильме)
- Район красных фонарей (1956, Кэндзи Мидзогути)
- Пламя (1958, Кон Итикава, по роману Юкио Мисимы Золотой храм)
- Неутолимое желание (1958, Сёхэй Имамура)
- Доброе утро (1959, Ясудзиро Одзу)
- Когда женщина поднимается по лестнице (1960, Микио Нарусэ)
- Токийская Олимпиада (1965, Кон Итикава)
- Порнографы (1966, Сёхэй Имамура)
- Библия (1966, Джон Хьюстон, номинация на Оскар, номинация на Золотой глобус за лучшую музыку к фильму)
- Отражения в золотом глазу (1967, Джон Хьюстон по роману Карсон Маккалерс)

## Признание
Лауреат премии Сантори (1996) и других наград.